# 珀于蒂艾

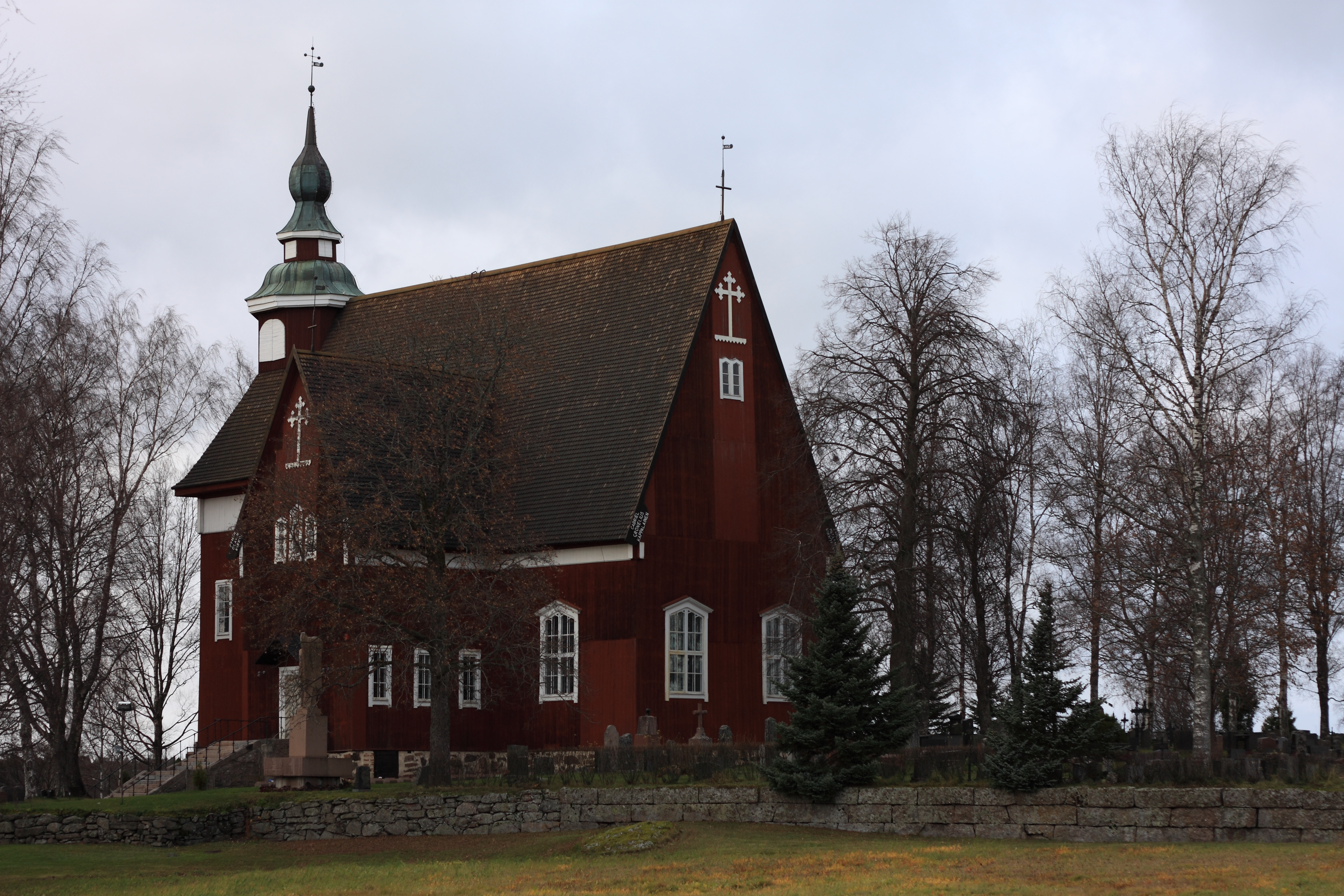
于莱内教堂

珀于蒂艾（芬蘭語：Pöytyä）是芬蘭的市鎮，位於該國南部，由西南芬蘭區負責管轄，距離圖爾庫40公里，面積774平方公里，2013年人口8,485，人口密度為每平方公里11.3人。

## 外部連結
- Municipality of Pöytyä （页面存档备份，存于） – Official website （文）